# Lijst van Franse departementen gerangschikt naar oppervlakte
Dit is een lijst van Franse departementen gerangschikt naar oppervlakte.